# Cauron
Le Cauron est une rivière du département français du Var, prenant sa source au sud de Nans-les-Pins, et se jetant dans l'Argens à l'est de Seillons-Source-d'Argens.

## Géographie
La longueur de son cours d'eau est de 29,1 kilomètres.

### Communes et cantons traversés
Le Cauron traverse les communes de :
- Nans-les-Pins, Rougiers, Saint-Maximin-la-Sainte-Baume, Bras, Seillons-Source-d'Argens, Tourves.

### Bassin versant
Le Cauron traverse une seule zone hydrographique 'L'Argens de sa source au Caurob inclus' (Y500) de 220 km2 de superficie.

## Affluents
Le Cauron a deux affluents référencés :
- le ruisseau du Moulinet (rg), 6,8 km, sur la seule commune de Nans-les-Pins,
- le ruisseau de Bernarde (rd), 2,6 km, sur la seule commune de Bras avec un affluent :
  - le ruisseau du Débat (rd), 1,6 km, sur la seule commune de Bras.

Donc son rang de Strahler est de trois.

## Histoire
Il est plausible de supposer une origine hydronymique proche de celle de la rivière Caramy. L'étymon celto-ligure serait carrawam, soit l'eau -a(q)uam- qui porte ou charrie (carro). L'évolution provençale a donné le cauron.
L'usage comme rivière de flottage du bois, au moins à bûches perdues, serait antique.